# Sự kiện Exeter
Sự kiện Exeter hoặc Sự kiện tại Exeter là vụ nhìn thấy UFO được công bố rộng rãi xảy ra vào ngày 3 tháng 9 năm 1965, cách Exeter, New Hampshire khoảng 5 dặm (8 km) về phía nam, ở thị trấn lân cận Kensington. Mặc dù nhiều nhân chứng đã nhìn thấy một số vụ riêng biệt trong khu vực trong những tuần trước khi xảy ra vụ việc cụ thể, nhưng vụ nhìn thấy ngày 3 tháng 9 cuối cùng đã trở thành vụ nổi tiếng nhất cho đến nay, liên quan đến một thiếu niên địa phương và hai sĩ quan cảnh sát. Năm 2011, Skeptical Inquirer đã đưa ra lời giải thích về vụ việc, dựa trên các chi tiết được các nhân chứng kể lại.

## Diễn biến vụ việc

### Muscarello
Ngày 3 tháng 9 năm 1965, vào khoảng 2 giờ sáng, Norman Muscarello, 18 tuổi, đang đi nhờ xe về nhà ở Exeter dọc theo Xa lộ 150 New Hampshire. Muscarello đã tốt nghiệp trung học ba tháng trước đó và còn ba tuần nữa là lên đường phục vụ trong Hải quân Mỹ. Cậu ta đã đến thăm bạn gái của mình tại nhà của bố mẹ cô ấy ở Amesbury, Massachusetts gần đó; vì không có ô tô nên Muscarello sẽ đi nhờ xe đến và đi từ Amesbury, quãng đường khoảng 10 dặm (16 km); tuy nhiên, vào giờ đó của buổi sáng, có rất ít phương tiện giao thông trên đường cao tốc và Muscarello đã đi bộ được một đoạn đường.

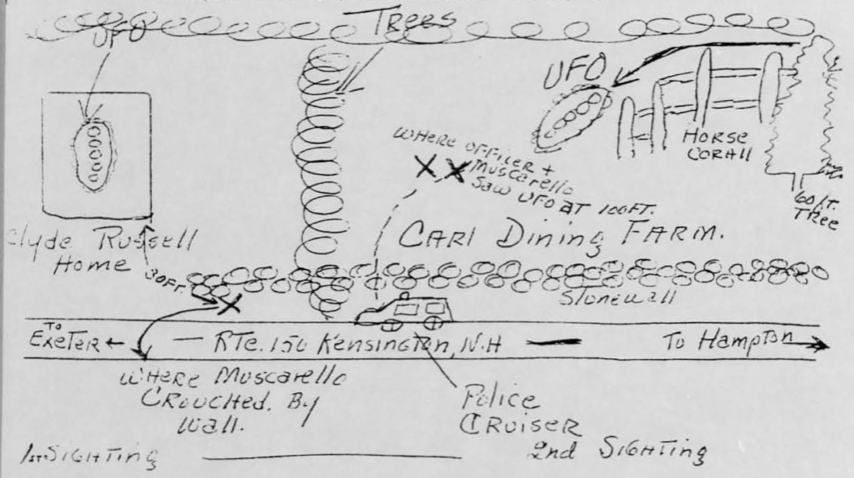
Bản đồ vẽ tay về những lần chứng kiến sự kiện Exeter, từ kho lưu trữ của Dự án Blue Book

Sau khi đến Kensington, một vài dặm bên ngoài Exeter, Muscarello nhận thấy năm đèn đỏ nhấp nháy ở đằng xa, mà ban đầu cậu nghĩ có thể là đèn của xe cảnh sát hoặc xe cứu hỏa. Khi đến gần những ngọn đèn, cậu ấy thấy chúng lơ lửng trên không trung ngay phía trên những tán cây và chiếu sáng một cánh đồng gần đó và hai ngôi nhà trong ánh sáng đỏ rực rỡ—một ngôi nhà thuộc về gia đình Dining mà họ vắng mặt vào thời điểm đó, nhà kia thuộc một gia đình tên là Russell. Muscarello ước tính vật thể này có đường kính từ 80 đến 90 feet (24 đến 27 m). Muscarello trở nên kinh hoàng khi vật thể hoàn toàn không phát ra âm thanh đó bắt đầu di chuyển đều đặn về phía mình. Hoảng sợ, cậu vội lao xuống một con mương bên đường. Ánh đèn đổi hướng và lơ lửng ngay phía trên trên nông trại nhà Dining; Muscarello bèn chạy đến nhà Russell, đập cửa và kêu cứu nhưng không có ai trả lời (nhà Russell về sau nói rằng họ nghe thấy Muscarello ở cửa, nhưng quá sợ hãi nên không dám mở). Vật thể lạ bất chợt bỏ đi và biến mất vào khu rừng gần đó. Nhìn thấy đèn pha của một chiếc ô tô đang lao tới, Muscarello chạy sang đường và buộc nó phải dừng lại. Cặp vợ chồng trong xe chở chàng thanh niên trong tâm trạng sợ hãi đến đồn cảnh sát Exeter trình báo vụ việc.
Tại đồn cảnh sát, Muscarello, nhợt nhạt và run rẩy rõ ràng, đã kể câu chuyện của mình cho viên sĩ quan cảnh sát tên Reginald Toland đang trực ban đêm. Toland biết Muscarello, và bị ấn tượng trước nỗi sợ hãi rõ ràng và trạng thái thực sự kích động của anh chàng này. Toland bèn gọi điện thoại cho người đồng nghiệp là Eugene Bertrand Jr., trước đó vào buổi tối đã đi ngang qua một người phụ nữ đau khổ đang ngồi trong xe của cô ấy trên Xa lộ 108. Khi Bertrand dừng lại để hỏi xem cô ấy có vấn đề gì không thì người phụ nữ kể với anh ta rằng một "vật thể khổng lồ với đèn đỏ nhấp nháy" đã bám theo xe của cô ta từ Epping, cách đó 12 dặm (19 km), và lơ lửng trên chiếc xe trước khi bay đi. Bertrand coi người phụ nữ này là "kẻ lập dị", nhưng đã ở lại với cô ấy khoảng 15 phút cho đến khi cô ấy bình tĩnh lại và sẵn sàng tiếp tục lái xe về nhà.
Sau khi đến đồn cảnh sát và nghe câu chuyện của Muscarello, Bertrand quyết định cùng Muscarello lái xe quay trở lại nông trại nhà Dining để điều tra cánh đồng nơi cậu vừa nhìn thấy ánh sáng này.

### Sĩ quan Bertrand và Hunt
Bertrand lái xe Muscarello trở lại khu vực mà anh ta nhìn thấy. Từ chiếc xe tuần tra của Bertrand, ban đầu họ không thấy gì bất thường. Tuy nhiên, khi họ rời khỏi xe và đi bộ vào cánh đồng và hướng tới khu rừng nơi Muscarello lần đầu tiên nhìn thấy ánh đèn, một số con ngựa trong chuồng gần đó bắt đầu đá vào hàng rào và các mặt của chuồng, tạo ra những tiếng động lớn và sợ hãi; chó trong vùng cũng bắt đầu sủa ầm ĩ cả lên. Bertrand và Muscarello sau đó nhìn thấy một vật thể từ từ bay lên từ những cái cây bên ngoài bãi quây. Bertrand mô tả UFO là "vật thể tối đen, khổng lồ này lớn như một nhà kho ở đằng kia, với đèn nhấp nháy màu đỏ trên đó". Vật thể lặng lẽ di chuyển về phía họ, lắc lư qua lại. Theo bản năng, nhớ lại quá trình đào tạo cảnh sát của mình, Bertrand bèn khuỵu xuống, rút khẩu súng lục ổ quay và chĩa vào phía vật thể này. Sau đó, anh ta quyết định rằng nổ súng sẽ không phải là điều khôn ngoan, vì vậy anh ta lắp lại khẩu súng lục ổ quay, chộp lấy Muscarello và cả hai chạy trở lại xe tuần tra. Bertrand vội gọi điện cho một cảnh sát khác của Exeter là David Hunt, nhờ anh này tới hỗ trợ mình, và trong khi cả hai đợi Hunt đến trong xe, họ tiếp tục quan sát vật thể này. Theo nhà sử học UFO Jerome Clark, Bertrand và Muscarello "đã quan sát vật thể này khi nó lơ lửng cách đó 100 feet và ở độ cao 100 feet. Nó lắc lư qua lại. Các tia sáng đỏ nhấp nháy nhấp nháy liên tục, đầu tiên từ phải sang trái, sau đó từ trái sang trái". đúng vậy, mỗi chu kỳ tiêu tốn không quá hai giây; những con vật [địa phương] tiếp tục hành vi kích động". Vật thể vẫn ở đó khi Hunt đến và anh này cũng quan sát nó. Vật thể sau cùng đã bay vọt qua những cái cây và biến mất tăm hơi. Hunt nhanh chóng nghe thấy tiếng động cơ của máy bay ném bom B-47 khi nó bay qua đầu, rồi về sau ông kể lại với nhà báo John G. Fuller rằng "Anh có thể phân biệt được" giữa UFO và máy bay ném bom, "chẳng có sự so sánh nào cả".:22 Cả ba người bèn lái xe quay trở lại đồn cảnh sát Exeter và ngay lập tức nộp các báo cáo riêng biệt về những gì họ vừa trông thấy. Bertrand sau đó lái xe chở Muscarello về nhà và kể cho mẹ cậu này nghe về vụ việc.

## Hiện tượng UFO ở khu vực khác
Vụ Muscarello và hai cảnh sát chứng kiến UFO đã nhận được sự công khai trên toàn quốc. Fuller, người phụ trách chuyên mục định kỳ của tờ Saturday Review, đang ở Exeter để điều tra hiện tượng này. Ông đã phỏng vấn một số người dân ở khu vực Exeter và họ khẳng định đã nhìn thấy những luồng ánh sáng kỳ lạ và những vật thể bất thường. Trong số đó có Ron Smith, học sinh cuối cấp tại Trường Trung học Exeter, có nói với Fuller rằng khoảng hai hoặc ba tuần sau vụ chứng kiến của Muscarello, cậu ấy đang đi trên xe cùng mẹ và dì vào một buổi tối lúc 11 giờ 30 phút. Theo Smith kể lại, cậu ấy, mẹ và dì mình đều nhìn thấy một vật thể có "đèn đỏ ở trên và bên dưới có màu trắng và phát sáng. Nó dường như đang quay. Nó đã vượt qua chiếc ô tô một lần và khi nó vượt qua và vượt lên phía trước rồi dừng lại giữa không trung. Sau đó, nó quay trở lại chỗ chiếc xe một lần nữa".:73 Fuller cũng đã nói chuyện với cảnh sát Toland tại đồn cảnh sát Exeter. Toland kể cho Fuller nghe về một số cuộc gọi mà anh ta vừa nhận được từ cư dân khu vực Exeter về trường hợp nhìn thấy UFO. Một ví dụ điển hình về kiểu cuộc gọi mà Toland đã nhận được là từ bà Ralph Lindsay. Theo lời Toland "bà ấy đã gọi đến đây từ rất sớm, ngay trước bình minh. Bà ta nói rằng nó ở ngay ngoài cửa sổ khi bà đang gọi điện. Nó giống như một quả bóng màu cam lớn, to gần bằng Mặt Trăng mùa gặt... và đây không phải là Mặt Trăng, hoặc... suốt thời gian bà ấy nói chuyện với tôi, lũ trẻ của bà ấy đang ở bên cửa sổ ngắm nhìn nó. Bây giờ tại sao mọi người lại gây ra đủ thứ chuyện rắc rối này— họ ở khắp nơi này — nếu họ không nhìn thấy thứ gì đó có thật?":84

## Điều tra và giải thích của Không quân

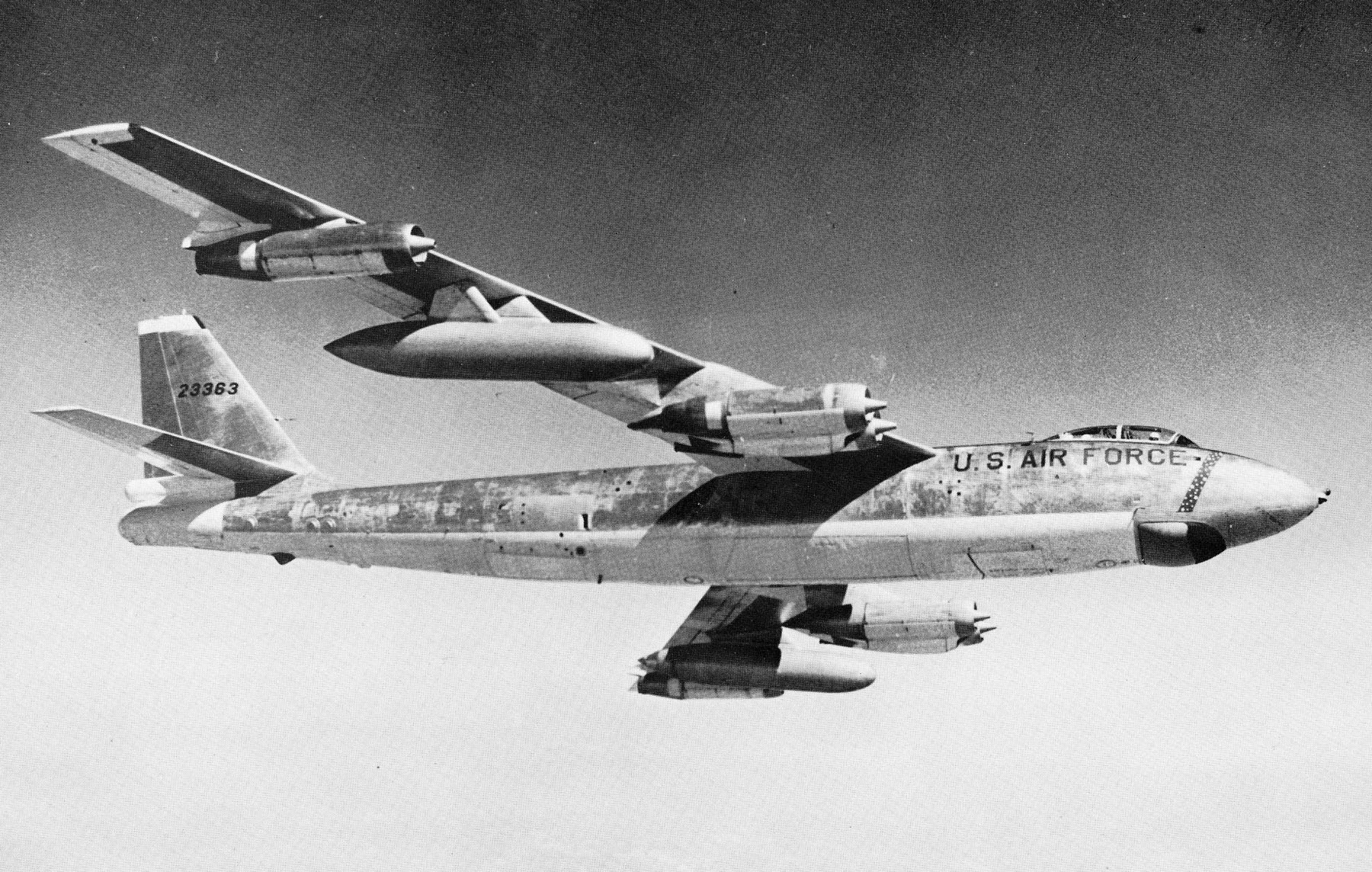
Một chiếc B-47 đang bay

Khi cảnh sát trưởng của Exeter đọc báo cáo của Bertrand, Hunt và Muscarello, ông đã gọi cho Căn cứ Không quân Pease gần đó và báo cáo về vụ chứng kiến UFO. Không quân bèn cử Thiếu tá David Griffin và Trung úy Alan Brandt đến phỏng vấn ba người này. Các sĩ quan Không quân đề nghị cả ba người không báo cáo về vụ chứng kiến UFO của họ với báo chí, nhưng một phóng viên của tờ báo Manchester Union-Leader đã phỏng vấn họ. Thiếu tá Griffin đã gửi báo cáo về vụ việc cho nhân viên của Dự án Blue Book, nhóm nghiên cứu chính thức của Không quân được giao nhiệm vụ điều tra những vụ trình báo về UFO. Griffin đã viết rằng "Tại thời điểm này, tôi không thể rút ra nguyên nhân có thể xảy ra của vụ chứng kiến này. Ba người quan sát dường như là những người ổn định, đáng tin cậy, đặc biệt là hai nhân viên tuần tra. Tôi đã xem xét khu vực nhìn thấy và không tìm thấy gì trong khu vực đó có thể là nguyên nhân xảy ra vụ việc. Căn cứ Không quân Pease có năm máy bay B-47 bay trong khu vực nhưng tôi không tin rằng chúng có bất kỳ mối liên hệ nào với vụ chứng kiến này."
Tuy nhiên, trước khi Dự án Blue Book có thể gửi bản đánh giá này tới Lầu Năm Góc, Không quân đã đưa ra lời giải thích về vụ Muscarello và hai cảnh sát nhìn thấy UFO cho báo chí. Lầu Năm Góc thông báo với các phóng viên rằng ba người này đã nhìn thấy "không gì khác hơn là các ngôi sao và hành tinh lấp lánh... do sự đảo ngược nhiệt độ". Dự án Blue Book sau đó đã đưa ra lời giải thích của riêng mình, nói rằng "Chiến dịch Big Blast... một nhiệm vụ huấn luyện của SAC/NORAD " đã hoạt động vào đêm xảy ra vụ việc và nó có thể là nguyên nhân của UFO. Người giám sát Dự án Blue Book, Thiếu tá Hector Quintanilla của Không quân Mỹ, đã viết cho các cảnh sát viên Bertrand và Hunt rằng "ngoài các máy bay từ chiến dịch này [Big Blast], còn có 5 máy bay B-47 bay trong khu vực của các bạn trong giai đoạn này... nhiều máy bay trong khu vực vào thời điểm đó và không có báo cáo nào về vật thể không xác định từ nhân viên tham gia hoạt động này, khi đó chúng tôi có thể cho rằng các vật thể mà [bạn] quan sát được từ nửa đêm đến hai giờ sáng có thể liên quan đến hoạt động không quân này". Quintanilla cũng nói thêm rằng "Tuy vậy, nếu những chiếc máy bay này được một trong hai người ghi nhận, thì điều này sẽ có xu hướng loại bỏ hoạt động trên không như một lời giải thích khả dĩ cho các vật thể được nhân chứng quan sát thấy".

### Tranh cãi và sự rút lui của Không quân
Muscarello, Bertrand và Hunt đều hoàn toàn không đồng ý với lời giải thích của Không quân. Hai cảnh sát đã gửi một lá thư tới Dự án Blue Book, trong đó họ tuyên bố, "Như bạn có thể tưởng tượng, chúng tôi đã trở thành chủ đề bị chế giễu đáng kể kể từ khi Lầu Năm Góc công bố 'đánh giá cuối cùng' về vụ chứng kiến UFO của chúng tôi vào ngày 3 tháng 9 năm 1965. Nói cách khác, cả Tuần tra viên Hunt và tôi đều nhìn thấy vật thể này ở cự ly gần, kiểm tra nó với nhau, xác nhận và xác nhận lại rằng nó không phải là bất kỳ loại máy bay thông thường nào... và gặp khó khăn đáng kể để xác nhận rằng thời tiết quang đãng, không có gió, không có khả năng thời tiết đảo ngược, và những gì chúng tôi vừa nhìn thấy không phải là máy bay quân sự hay dân sự". ertrand cũng lưu ý rằng việc nhìn thấy UFO của họ diễn ra gần một giờ sau khi Chiến dịch Big Blast được cho là đã kết thúc, điều này đã loại bỏ nguyên nhân có thể dẫn đến việc nhìn thấy UFO. Khi Dự án Blue Book không trả lời thư của họ, vào ngày 29 tháng 12 năm 1965 — gần bốn tháng sau khi nhìn thấy — hai người này bèn gửi một lá thư khác cho Blue Book kể về vật thể mà họ vừa quan sát "hoàn toàn im lặng, không có bất kỳ luồng không khí nào từ máy bay phản lực hay lưỡi trực thăng. Và nó không có cánh hay đuôi... nó thắp sáng toàn bộ cánh đồng, và hai ngôi nhà gần đó chuyển sang màu đỏ hoàn toàn".
Ngoài Muscarello và các cảnh sát, John G. Fuller cũng chế nhạo lời giải thích của Không quân trên báo chí. Ông viết rằng bản thân mình đã quan sát thấy một vật thể bất thường nằm gần Exeter và nó đang bị một máy bay chiến đấu phản lực của Không quân đuổi theo. Raymond Fowler, nhà điều tra New England của Ủy ban Điều tra Hiện tượng Không trung Quốc gia (NICAP), cũng đã đệ trình một bản báo cáo chi tiết về những lần nhìn thấy UFO tại Exeter. Theo quan điểm của ông, lời giải thích của Không quân cũng không chính xác. Có lúc, một sĩ quan Không quân tuyên bố rằng UFO mà mọi người đang quan sát chỉ là ánh sáng phát ra từ Căn cứ Không quân Pease ở gần đó. Để chứng minh điều đó, anh ta đã kích hoạt ánh đèn trước một đám đông lớn đang tụ tập ở một khoảng cách xa. Theo Fowler, "anh ấy ra lệnh cho nhân viên tại căn cứ bật đèn lên. Mọi người nhìn và chờ đợi — và không có gì xảy ra. Thất vọng, anh ấy hét vào mike để bật đèn lên. Một giọng nói trả lời rằng đèn đã sáng. Viên sĩ quan rất xấu hổ ngồi trở lại ghế trong xe của nhân viên và lái xe đi giữa những tiếng cười và chế nhạo của đám đông".
Tháng 1 năm 1966, Trung tá John Spaulding từ Văn phòng Bộ trưởng Không quân, rốt cuộc đã trả lời hai lá thư của cảnh sát như sau "dựa trên thông tin bổ sung được gửi cho nhân viên điều tra UFO của chúng tôi, Căn cứ Không quân Wright-Patterson, Ohio, chúng tôi không thể xác định được vật thể mà anh vừa quan sát vào ngày 3 tháng 9 năm 1965".

## Hậu quả
Những lần nhìn thấy UFO ở Exeter — và đặc biệt là những lần nhìn thấy ban đầu liên quan đến Norman Muscarello và các sĩ quan cảnh sát Eugene Bertrand và David Hunt — vẫn là một trong những tài liệu hay nhất và được công bố rộng rãi nhất trong lịch sử UFO. Năm 1966, Fuller có xuất bản một tài liệu viết về cuộc điều tra vụ này của ông. Với tiêu đề Incident at Exeter, nó lọt vào danh sách Sách bán chạy nhất của tờ The New York Times. Muscarello, người luôn khẳng định trong suốt phần đời còn lại rằng những gì ông đã chứng kiến là có thật chứ không phải vật thể bình thường, đã qua đời vào tháng 4 năm 2003 ở tuổi 55 sau một cơn bạo bệnh. Bertrand mất năm 1998, và Hunt mất năm 2011. Năm 2010, Câu lạc bộ Exeter Kiwanis đã bắt đầu "Lễ hội UFO Exeter" như một hoạt động gây quỹ để mang lại lợi ích cho các tổ chức từ thiện dành cho trẻ em ở khu vực Exeter.

### Giải thích của tờSkeptical Inquirer

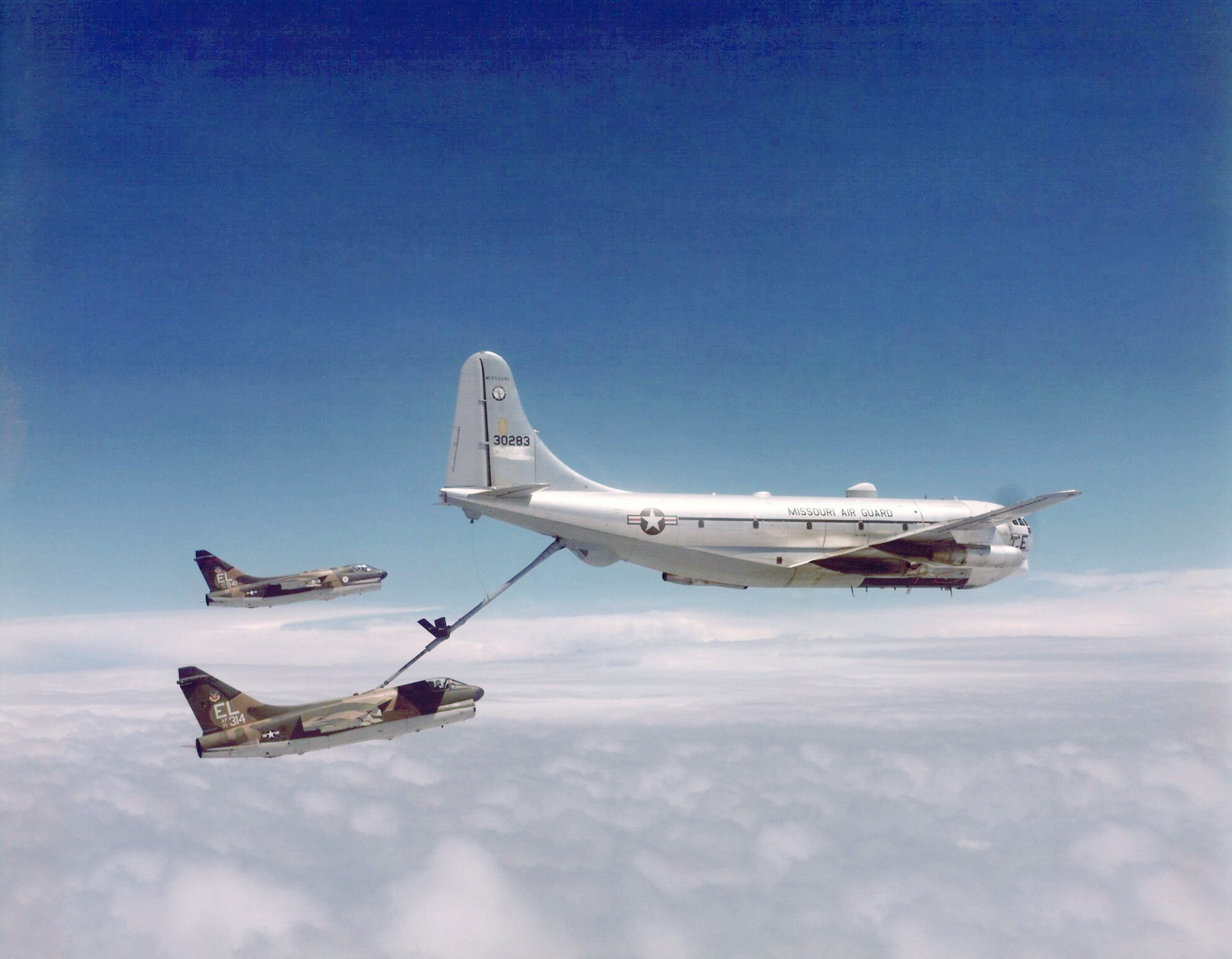
Một chiếc KC-97, bên phải với cần tiếp nhiên liệu được kéo dài và hai máy bay A-7

Năm 2011, Joe Nickell, một người hoài nghi nổi tiếng, và James McGaha, cựu thiếu tá Không quân về hưu, từng đề xuất một lời giải thích khả dĩ cho vụ việc trên tờ Skeptical Inquirer. Là một phi công, McGaha đã được tiếp nhiên liệu trong chuyến bay bằng máy bay chở dầu KC-97 giống như những chiếc đóng tại căn cứ không quân Pease gần Exeter vào năm 1965. Trong bài báo, ông tuyên bố đã nhận ra kiểu đèn đỏ nhấp nháy do các nhân chứng Bertrand và Muscarello báo cáo: một, hai, ba, bốn, năm, bốn, ba, hai, một. Theo Nickell và McGaha, trước khi tiếp nhiên liệu, phần dưới bụng của máy bay chở dầu KC-97 nháy năm đèn đỏ rất sáng theo cùng một kiểu. Cần tiếp nhiên liệu treo xuống một góc 60 độ và sẽ bay phấp phới trong các luồng không khí khi không được người vận hành nhiên liệu cầm lái—do đó, "lơ lửng như một chiếc lá" theo lời kể của nhân chứng Muscarello.